# Valère Dupont

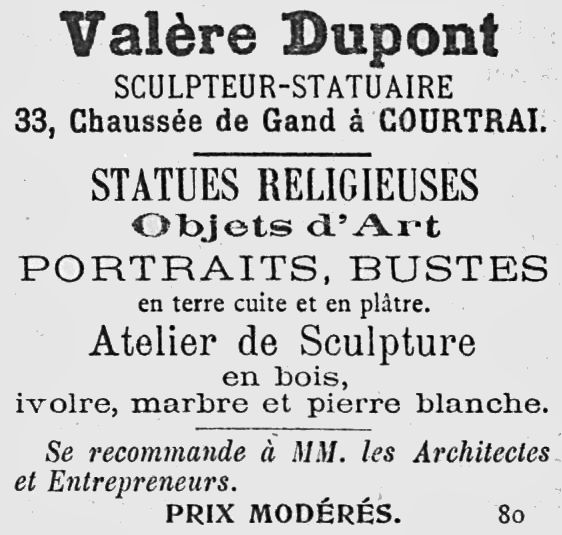
Advertentie van Dupont (1902) in de Gazette Van Kortrijk

Valère Raymond Dupont (Kortrijk, 24 maart 1851 – aldaar, 1935) was een Belgisch beeldhouwer.

## Leven en werk
Valère Dupont was een zoon van timmerman Gabriel François Dupont en Virginie Prenier. Hij werd opgeleid aan de Koninklijke Academie voor Schone Kunsten van Kortrijk, als leerling van Constant Devreese. Hij vervolgde zijn studie aan de Academie van Antwerpen, waar hij meerdere prijzen won. Na zijn opleiding vestigde hij zich weer in Kortrijk.
Dupont maakte onder meer decoratief beeldhouwwerk voor woonhuizen en overheidsgebouwen en houten en stenen heiligenbeelden. Een van zijn opdrachtgevers was Clementia Hiers, grootjuffrouw van het begijnhof van Kortrijk. In 1891 maakte hij voor haar een standbeeld van de stichteres Johanna van Constantinopel, die -naar men meende- 650 jaar eerder het begijnhof had gesticht. In 1897-1898 voerde hij in opdracht Hiers de restauratie uit van de grote zaal (1897) en het groothuis (1898) van het complex. Bij de restauratie werden de oude kaleilagen van de gevels verwijderd en werden ze geschilderd in imitatiebaksteen- en natuursteen. Een gedenksteen in de achtergevel, met de namen van Hiers en Dupont, herinnert aan de restauratie. Hij maakte ook het beeld van Onze-Lieve-Vrouw boven de entree van de grote zaal. Ten slotte maakte hij voor Hiers een gepolychromeerd houten beeld van de heilige Eligius, dat kort na haar overlijden werd overgedragen aan de Sint-Maartenskerk in Kortrijk.
Dupont dong in 1900 mee naar de opdrachten voor het Groeningemonument en het Jozef Van Dale-monument, die werden gegund aan twee andere leerlingen van Devreese, respectievelijk Godefroid Devreese en Georges Vandevoorde.
Valère Dupont woonde en werkte zijn hele leven in Kortrijk, waar hij in 1935 overleed.

## Enkele werken
- 1888? allegorische reliëfs in de rondboognissen boven de kruisvensters van het pand aan de Rijselsestraat 20 in Kortrijk. Geboortehuis van premier Jules Vandenpeereboom (1843-1917), V. Vanden Peereboom-Delacroix kreeg in 1888 toestemming voor verbouwing en restauratie van de gevel.[5]
- 1889 witstenen Madonna met Kind voor het Onze-Lieve-Vrouwehospitaal in Kortrijk.
- 1891 standbeeld van Johanna van Constantinopel op het begijnhof in Kortrijk.
- 1896 beeld van de heilige Rochus van Montpellier in het timpaan boven de entree van de Sint-Rochuskerk in Kortrijk.
- 1897 gedenksteen ter herinnering aan de restauratie van de Grote Zaal van het begijnhof in Kortrijk.
- 1899 beeld van de heilige Eligius voor de Sint-Maartenskerk in Kortrijk, in opdracht van Clementia Hiers.
- 1906-1908 paardenhoofd aan de gevel van rijtuigverhuurder A. Planckaert-Gheysens aan de Noordstraat 50 in Kortrijk.
- 1922 Herdenkingsmonument Eerste (en Tweede) Wereldoorlog, bij de Sint-Augstinuskerk, Stasegemdorp, Stasegem.[6] De sokkel werd vervaardigd door J. Pollet uit Aveghem.
- 1924 eikenhouten calvarie, collectie Stadsmuseum Kortrijk.

## Fotogalerij

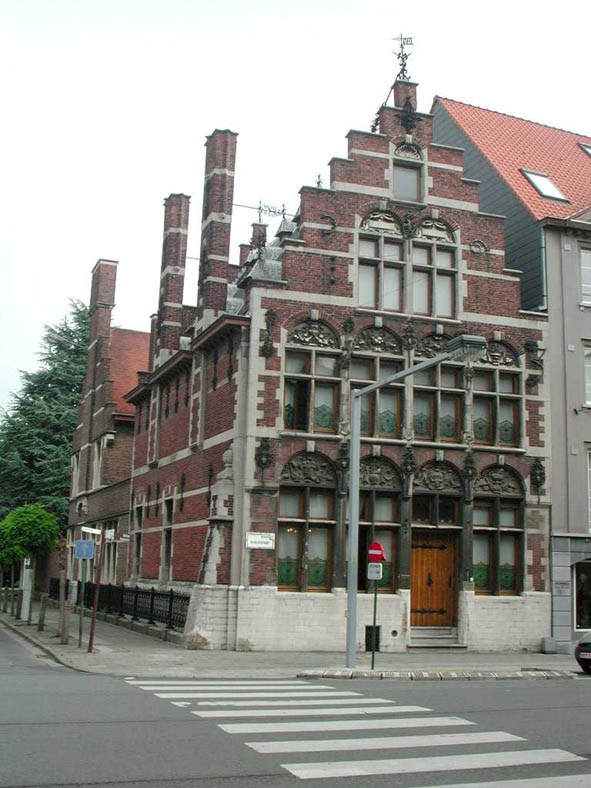
allegorische reliëfs (1888?), Kortrijk
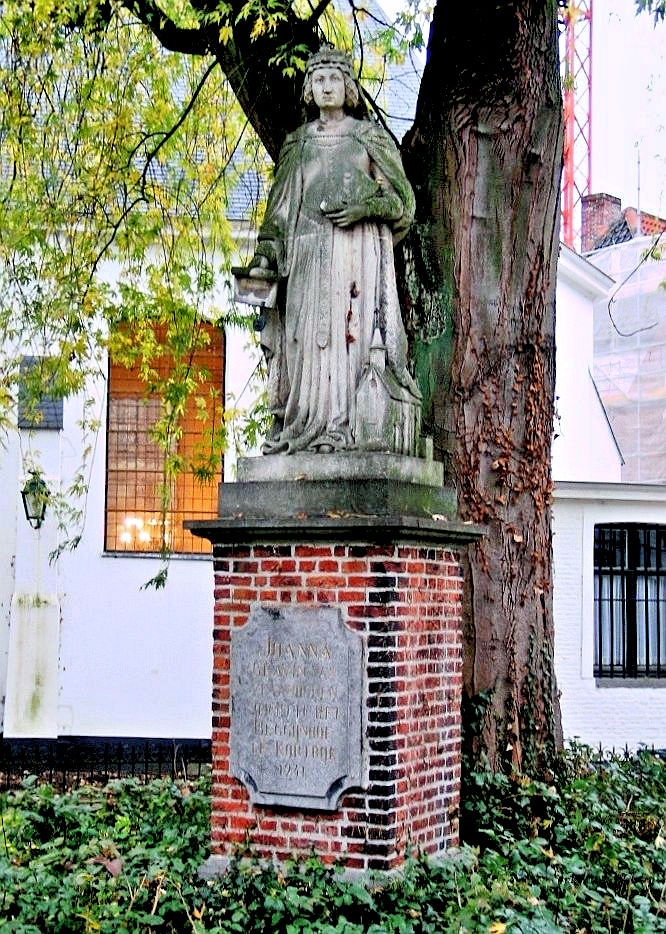
Johanna van Constantinopel (1891), Kortrijk
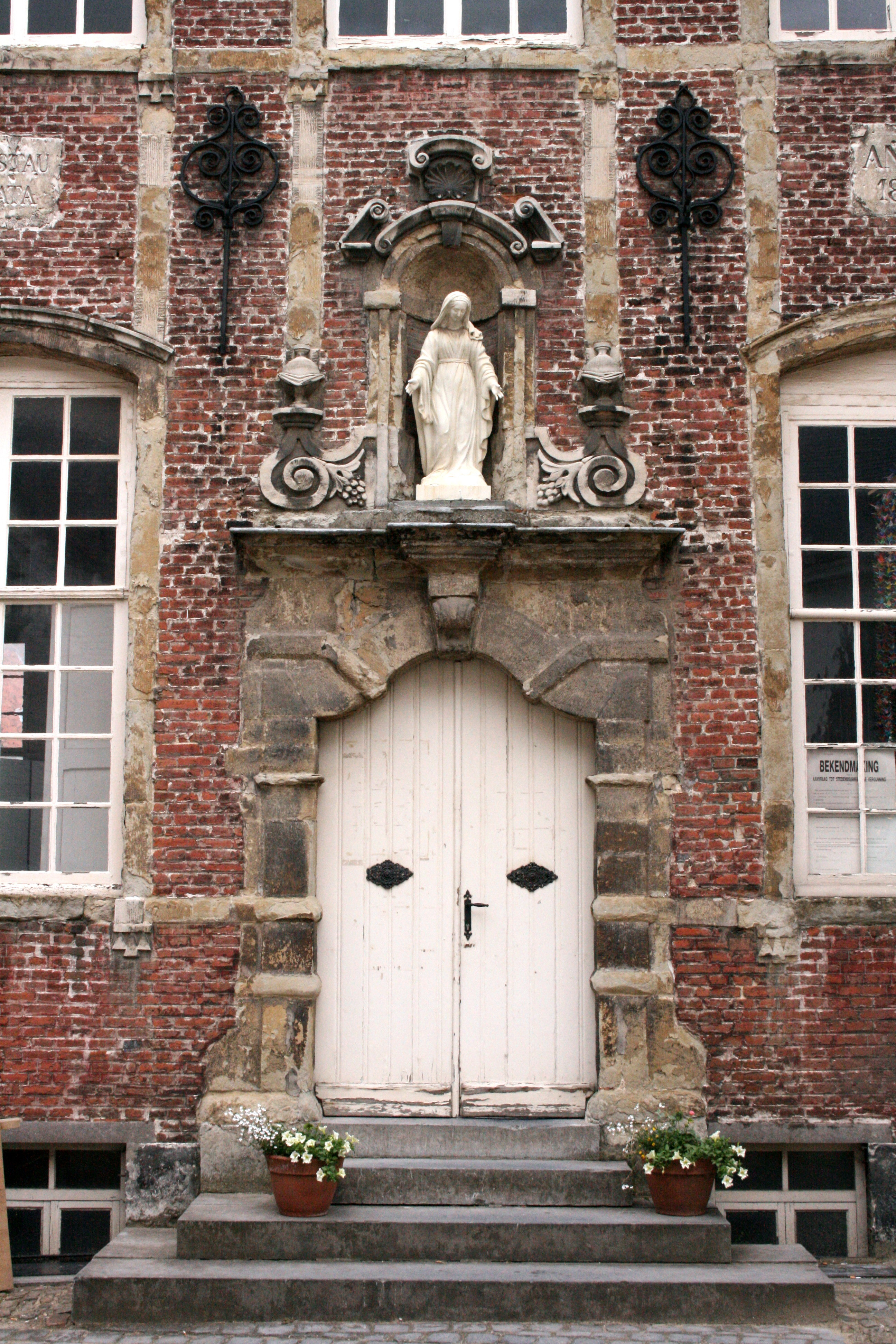
Onze-Lieve-Vrouw (1897), Begijnhof Kortrijk
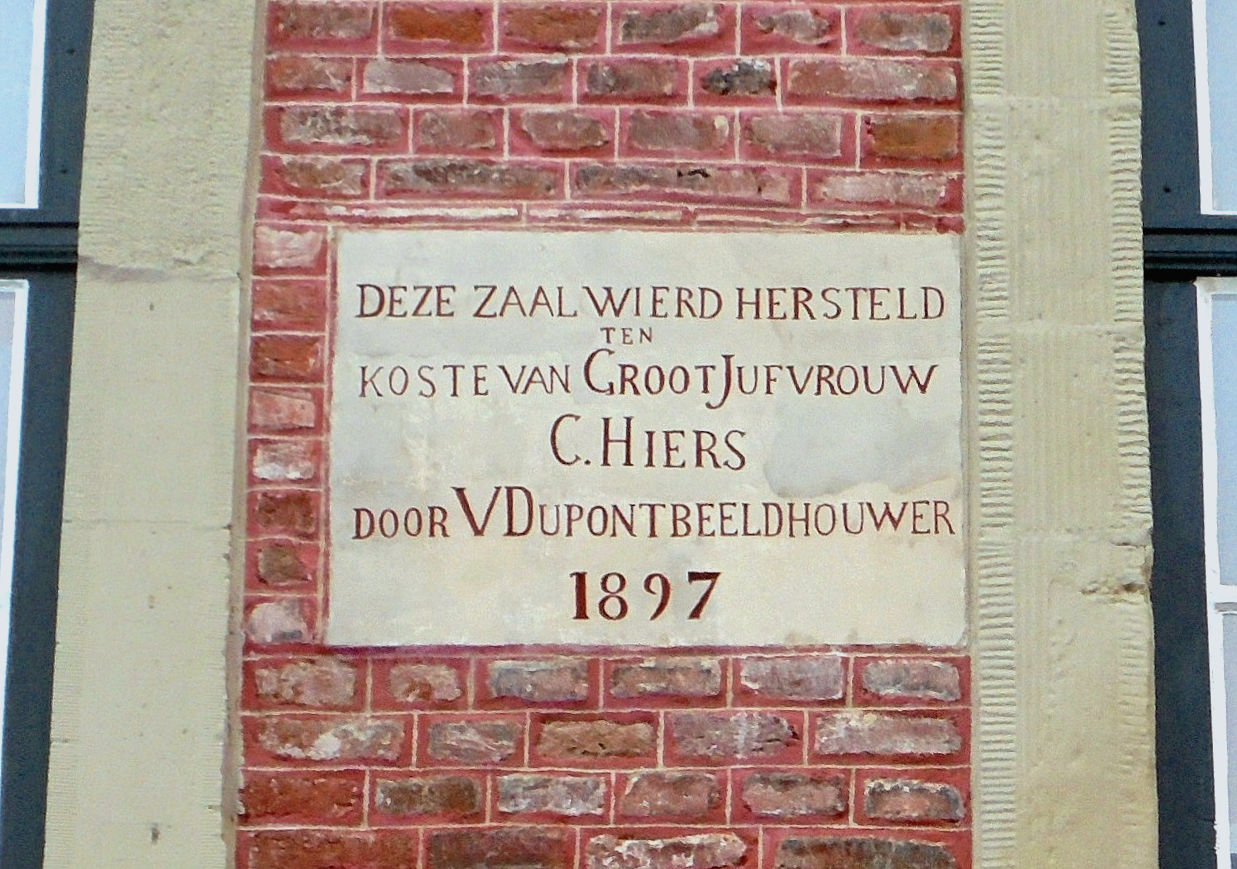
gedenksteen restauratie (1897), Begijnhof Kortrijk
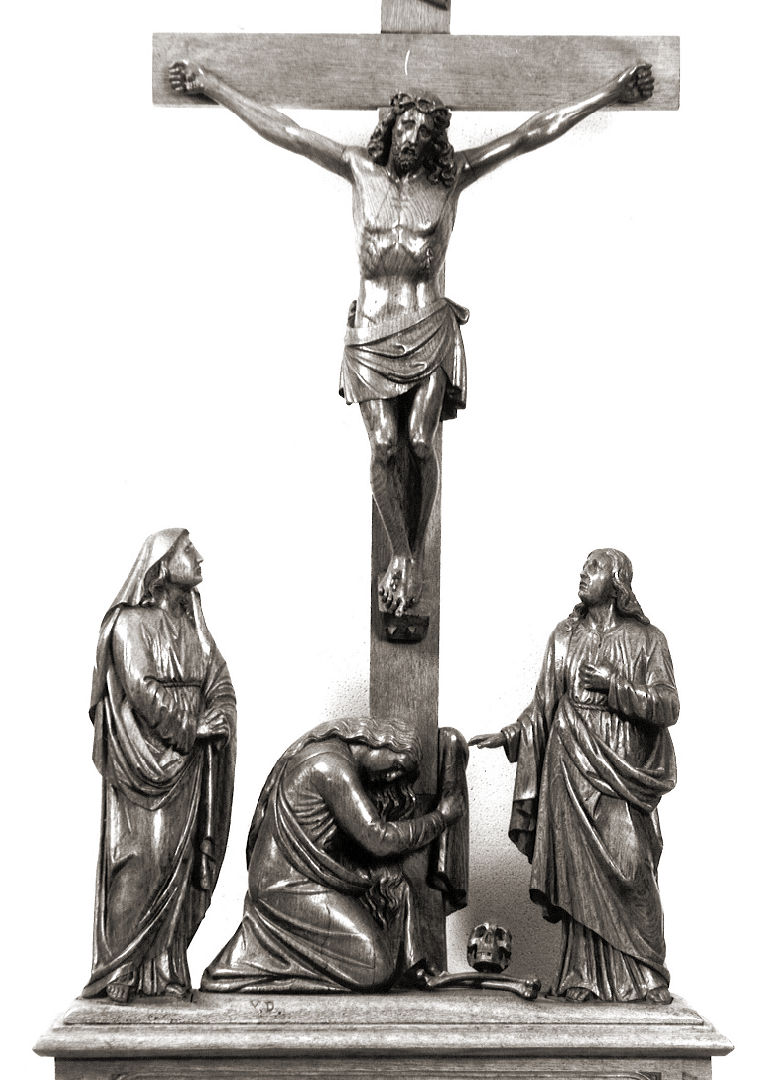
calvarie (1924), Kortrijk